# Албогачиева, Макка Султан-Гиреевна
Макка Султан-Гиреевна Албогачиева (ингуш. Албохчнаькъан Солтгири Макка; род. 16 ноября 1961) — российский учёный-историк, доктор исторических наук, ведущий научный сотрудник Отдела этнографии Кавказа МАЭ РАН.

## Биография
Ингушка. Родилась 16 ноября 1961 года в семье служащих. Поступила в 1979 году на биолого-химический факультет ЧИГУ им. Л.Н. Толстого. В 1984 году она окончила его и стала преподавать биологию и химию в Гамурзиевской средней школы до 1986 года. В 1986 году стала преподавать биологию и химию в Назрановском совхозном техникуме до 1991 года.
В 1995 году поступила на открытые аспирантские курсы в Европейском университете Санкт-Петербурга. С 1997 по 2003 годы младший научный сотрудник Научно-исследовательского сектора Ингушского государственного университета. В 2000 году прошла курс обучения в «Школе практической генеалогии» при Российской национальной библиотеке. В 2001 году стала соискателем отдела этнографии Кавказа МАЭ РАН. В 2003 году была принята на работу в отдел этнографии Кавказа и по состоянию 2005 года была старший лаборант; с января 2006 года младший научный сотрудник отдела Кавказа МАЭ. С 2008 года научный сотрудник, с 2012 года старший научный сотрудник, с 1 октября 2015 года и.о. заведующего отделом этнографии Кавказа.

## Научная деятельность
16 октября 2007 года под руководством Ю. Ю. Карпова защитила кандидатскую диссертацию на тему «Этнография ингушского народа в письменных источниках конца XVIII — первой трети XX в.».
В 2021 году защитила докторскую диссертацию на тему «Ислам в социальной жизни ингушей: история, практика, институции (XVIII — начало XXI в.)» в Институте востоковедения РАН.